# Гедуєв Аніуар Борисович
Аніуар Борисович Гедуєв (рос. Аниуар Борисович Гедуев; нар. 26 січня 1987, Кабардино-Балкарська АРСР, РРФСР, СРСР) —  російський борець вільного стилю, бронзовий призер Чемпіонату світу, дворазовий чемпіон Європи, бронзовий призер Кубку світу, чемпіон Європейських ігор, срібний призер Олімпійських ігор. Майстер спорту Росії міжнародного класу з вільної боротьби.

## Життєпис
Боротьбою займається з 1997 року. Виступає за Краснодарський край і Кабардино-Балкарію. Дворазовий призер чемпіонатів Росії.

## Спортивні результати на міжнародних змаганнях

### Виступи на Олімпіадах
| Змагання                    | Збірна | Вагова категорія          | Місце  |
| --------------------------- | ------ | ------------------------- | ------ |
| Літні Олімпійські ігри 2016 | Росія  | вільна боротьба, до 74 кг | Срібло |

### Виступи на Чемпіонатах світу
| Змагання                        | Збірна | Вагова категорія          | Місце  |
| ------------------------------- | ------ | ------------------------- | ------ |
| Чемпіонат світу з боротьби 2015 | Росія  | вільна боротьба, до 74 кг | Бронза |

### Виступи на Чемпіонатах Європи
| Змагання                         | Збірна | Вагова категорія          | Місце  |
| -------------------------------- | ------ | ------------------------- | ------ |
| Чемпіонат Європи з боротьби 2013 | Росія  | вільна боротьба, до 74 кг | Золото |
| Чемпіонат Європи з боротьби 2014 | Росія  | вільна боротьба, до 74 кг | Золото |

### Виступи на Європейських іграх
| Змагання              | Збірна | Вагова категорія          | Місце  |
| --------------------- | ------ | ------------------------- | ------ |
| Європейські ігри 2015 | Росія  | вільна боротьба, до 74 кг | Золото |

### Виступи на Кубках світу
| Змагання                    | Збірна | Вагова категорія          | Місце  |
| --------------------------- | ------ | ------------------------- | ------ |
| Кубок світу з боротьби 2010 | Росія  | вільна боротьба, до 74 кг | Бронза |

### Виступи на інших змаганнях
| Змагання                                       | Збірна | Вагова категорія          | Місце  |
| ---------------------------------------------- | ------ | ------------------------- | ------ |
| Золотий Гран-прі з боротьби 2010 (Красноярськ) | Росія  | вільна боротьба, до 74 кг | Бронза |
| Золотий Гран-прі з боротьби 2010 (Баку)        | Росія  | вільна боротьба, до 74 кг | 8      |
| Тестовий турнір FILA 2011                      | Росія  | вільна боротьба, до 74 кг | Золото |
| Золотий Гран-прі з боротьби 2012 (Красноярськ) | Росія  | вільна боротьба, до 74 кг | Бронза |
| Henri Deglane Challenge 2012                   | Росія  | вільна боротьба, до 74 кг | Золото |
| Гран-прі «Іван Яригін» 2013                    | Росія  | вільна боротьба, до 74 кг | Золото |
| Вогні Москви 2013                              | Росія  | вільна боротьба, до 74 кг | Золото |
| Гран-прі «Іван Яригін» 2014                    | Росія  | вільна боротьба, до 74 кг | Золото |
| Чемпіонат Росії з боротьби 2016                | Росія  | вільна боротьба, до 74 кг | Золото |
| Клубний чемпіонат світу з боротьби 2017        | Росія  | команда                   | 8      |